# Torre de los Lobos

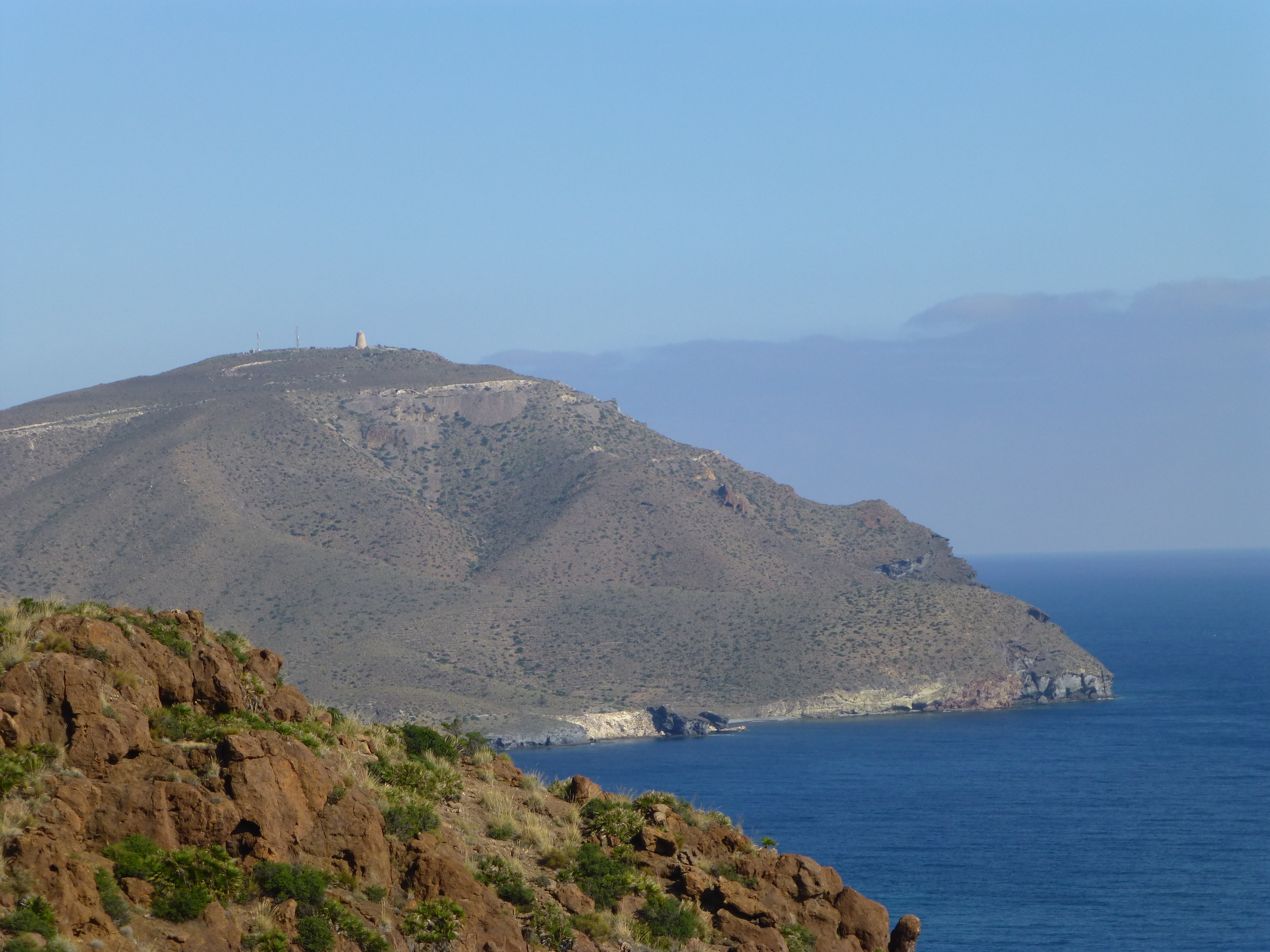
Turó de los Lobos

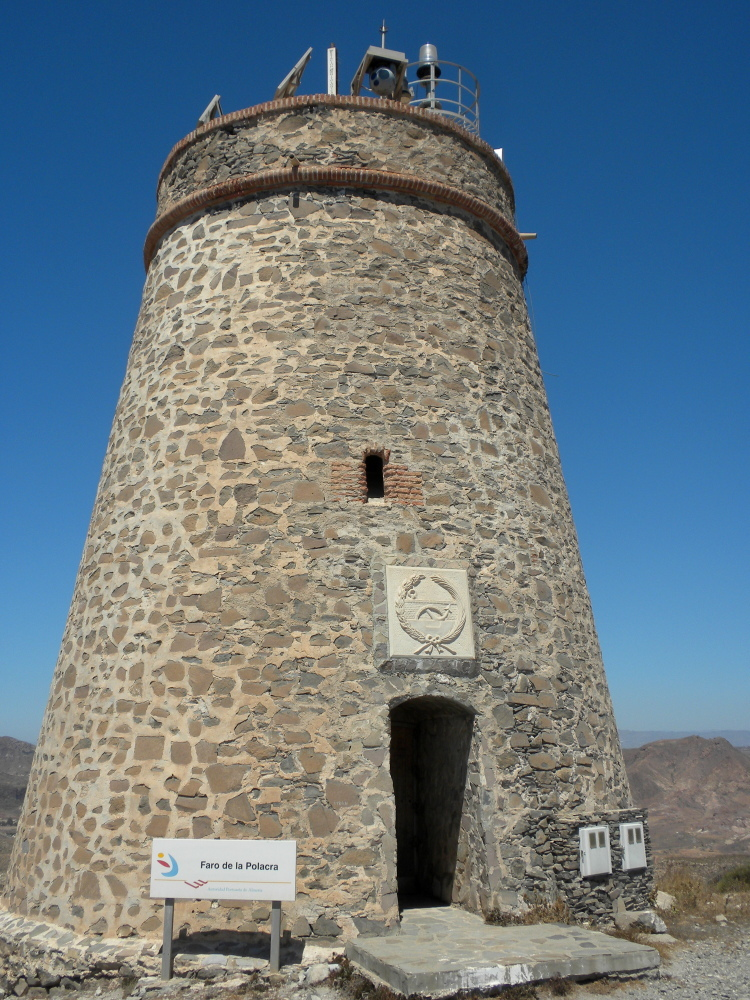
Torre de los Lobos/Far de la Polacra

La Torre de los Lobos, coneguda també com a Far de la Polacra, era una torre de guaita actualment utilitzada com a far, situada al cim del turó de los Lobos, a Rodalquilar, localitat del municipi de Níjar a la província d'Almeria, dins del parc natural del Cap de Gata-Níjar a Andalusia.

## Història
Construïda pel nassarites com a sistema de vigilància de la costa, va ser destruïda per un terratrèmol el 1680. Es va reconstruir el 1767, durant el regnat de Carles III, finançada per Manuel Salcedo, a canvi de la concessió del grau de capità per al seu fill Felipe. Al segle XX passa a dependre de la Guàrdia Civil. El 1991 el Ministerio de Obras Públicas el va restaurar i hi va instal·lar un far, que s'anomena Far de la Polacra, que constitueix el far més alt sobre el nivell del mar (265 metres) de tot el Mediterrani. Està catalogat com a Bé d'Interès Cultural en la categoria de Monument.